# Calcaire à Astéries

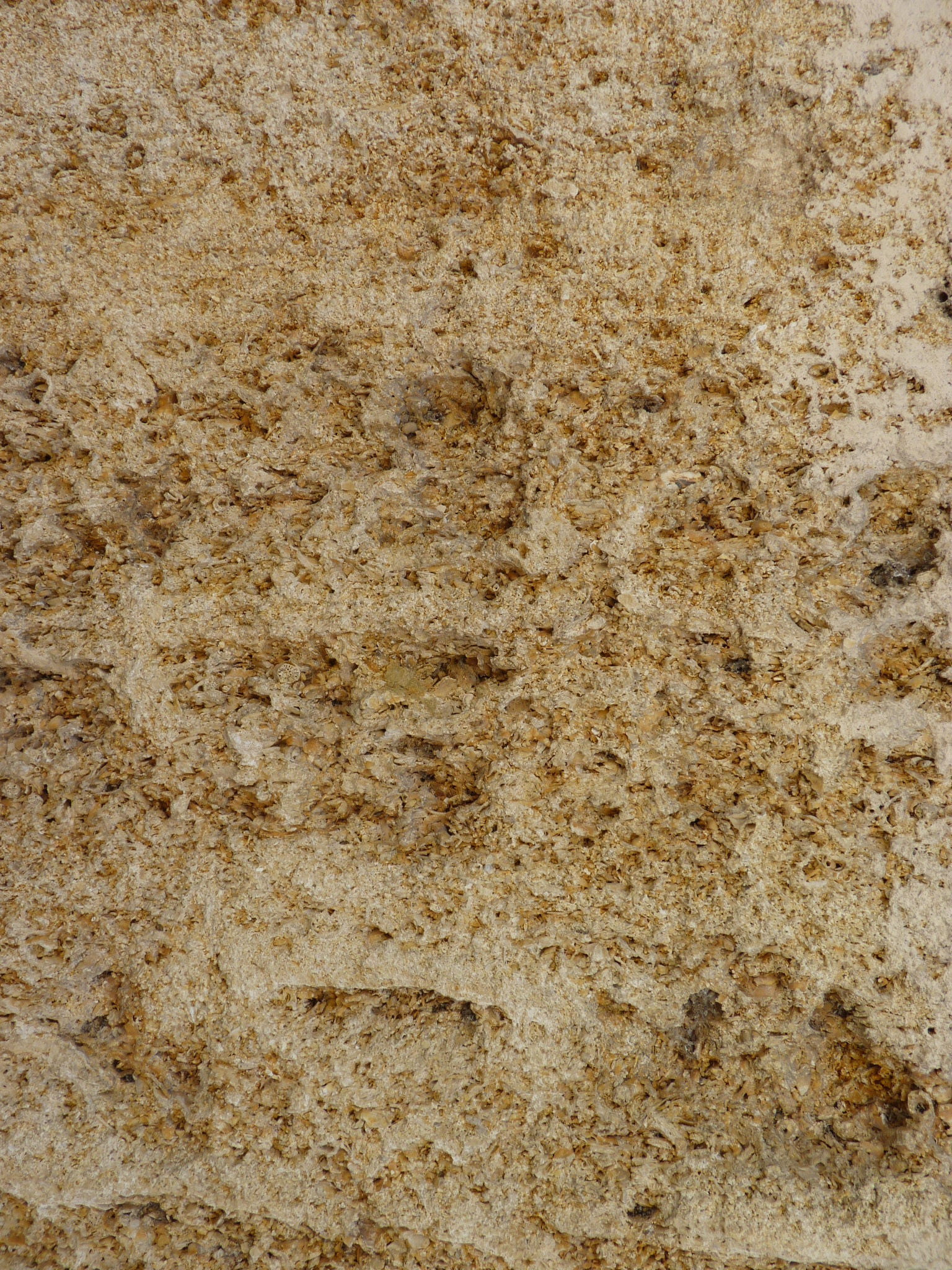
Calcaire à Astéries, ici pierre de taille d'une maison de Sainte-Foy-la-Grande.

Église monolithe de Saint-Émilion creusée dans du calcaire à Astéries.

Le calcaire à Astéries est un type de roche calcaire jaune contenant des fossiles, notamment d'étoile de mer.

## Détermination
Le calcaire à Astéries est aussi appelé « pierre de Bordeaux » ou « calcaire de Saint-Émilion ». 
Le calcaire à Astéries de l'Entre-deux-Mers en Aquitaine est daté de l'Oligocène inférieur, Rupélien (32 millions d'années). 
Il doit son nom aux innombrables petits « osselets » constitutifs des bras d’étoiles de mer du genre Asterias. Son origine marine est attestée par la présence de fossiles : huîtres, coraux, osselets d'étoiles de mer. Son aspect est jaunâtre, il est poreux et friable.
La formation des « Calcaires à Astéries » (hydrogéologie) désigne l'entité des « calcaires, faluns et grès de l’Oligocène », système  aquifère situé de part et d'autre de la Garonne.

## Utilisation
Ce calcaire est utilisé comme pierre de construction : villes de Bordeaux, de Libourne et de Saint-Émilion. Il est extrait de carrières de l'Entre-deux-Mers.